# Akademia Handlowa Nauk Stosowanych w Radomiu
Akademia Handlowa Nauk Stosowanych w Radomiu – uczelnia akademicka w Radomiu utworzona jako Wyższa Szkoła Ekonomii Stosowanej i Handlu Zagranicznego decyzją Ministra Edukacji Narodowej z dnia 4 lipca 1998 roku, zezwalającej na prowadzenie studiów zawodowych. 29 lipca 1998 roku uczelnia została wpisana do rejestru uczelni niepublicznych pod numerem 2 (obecnie numer 142). W początkowym etapie działalności szkoła kształciła studentów w dwóch specjalnościach: handel międzynarodowy oraz zarządzanie finansami. Decyzją z dnia 30 listopada 2021 r. Minister Edukacji i Nauki podniósł status Uczelni do rangi Akademii.

## Kierunki studiów
Uczelnia prowadzi kształcenie na poziomie studiów pierwszego i drugiego stopnia. Posiada również pięcioletnie, jednolite studia magisterskie na kierunkach pedagogika przedszkolna i wczesnoszkolna oraz prawo.
- psychologia
- pedagogika
- administracja
- zarządzanie
- prawo
- finanse i rachunkowość
- bezpieczeństwo wewnętrzne
- informatyka
- pedagogika przedszkolna i wczesnoszkolna
- kryminologia

## Władze uczelni
Na podstawie materiału źródłowego, stan na 21 marca 2024
- Rektor: prof. AHNS dr Emilia Żuchowska-Kotlarz
- Kanclerz: prof. AHNS dr Gerard Paweł Maj